# Associazione Calcio ChievoVerona 1991-1992
Questa voce raccoglie le informazioni riguardanti l'Associazione Calcio ChievoVerona nelle competizioni ufficiali della stagione 1991-1992.

## Rosa
| N. |                   | Ruolo | Calciatore         |
| -- | ----------------- | ----- | ------------------ |
|    | Italia (bandiera) | P     | Renato Biasi       |
|    | Italia (bandiera) | P     | Enzo Zanin         |
|    | Italia (bandiera) | D     | Alfredo Bassani    |
|    | Italia (bandiera) | D     | Ivan Moretto       |
|    | Italia (bandiera) | D     | Maurizio D'Angelo  |
|    | Italia (bandiera) | D     | Rolando Maran      |
|    | Italia (bandiera) | D     | Beniamino Montagni |
|    | Italia (bandiera) | D     | Simone Rocca       |
|    | Italia (bandiera) | D     | Werner Seeber      |
|    | Italia (bandiera) | D     | Mario Volcan       |
|    | Italia (bandiera) | D     | Enrico Sala        |
|    | Italia (bandiera) | C     | Walter Curti       |

| N. |                   | Ruolo | Calciatore         |
| -- | ----------------- | ----- | ------------------ |
|    | Italia (bandiera) | C     | Giuliano Gentilini |
|    | Italia (bandiera) | C     | Stefano Giordani   |
|    | Italia (bandiera) | C     | Roberto Labadini   |
|    | Italia (bandiera) | C     | De Beni            |
|    | Italia (bandiera) | C     | Dario Lazzarin     |
|    | Italia (bandiera) | C     | Riccardo Monguzzi  |
|    | Italia (bandiera) | C     | Mauro Perina       |
|    | Italia (bandiera) | A     | Michele Cossato    |
|    | Italia (bandiera) | A     | Riccardo Gori      |
|    | Italia (bandiera) | A     | Roberto Piuzzi     |
|    | Italia (bandiera) | A     | Dante Tamagnini    |
|    | Italia (bandiera) | A     | Gabriele Zagati    |

## Risultati

### Campionato

#### Girone di andata
| Arbitro: | Griffo (Palermo) |

|                     |           |                |
| Labadini 14’ (rig.) | Marcatori | Mezzanotti 53’ |

| Arbitro: | Nepi (Ascoli Piceno) |

|                                              |           |                 |
| Mezzini 48’ Bottazzi 50’ 70’ Labardi 51’ 85’ | Marcatori | Gori 70’ (rig.) |

| Verona 29 settembre 1991, ore 16.00 CEST 3ª giornata | Chievo    | 1 – 0 referto | Palazzolo | Stadio Marcantonio Bentegodi |
| \| \| \| \| \| Labadini 51’ \| Marcatori \| \|       |           |               |           |                              |
|                                                      |           |               |           |                              |
| Labadini 51’                                         | Marcatori |               |           |                              |

| Arbitro: | Masulli (Cremona) |

|             |           |            |
| Coppola 47’ | Marcatori | Volcan 90’ |

| Arbitro: | Marchese (Napoli) |

|             |           |  |
| Faccini 30’ | Marcatori |  |

| Arbitro: | Capraro (Cassino) |

|         |           |             |
| Gori 2’ | Marcatori | Galassi 42’ |

| Trieste 27 ottobre 1991, ore 15.00 CEST 7ª giornata | Triestina | 0 – 1 referto | Chievo | Stadio Nereo Rocco (1 428 spett.) |
| \| \| \| \| \| \| Marcatori \| Gentilini 39’ \|     |           |               |        |                                   |
|                                                     |           |               |        |                                   |
|                                                     | Marcatori | Gentilini 39’ |        |                                   |

| Verona 10 novembre 1991, ore 14.30 CEST 8ª giornata | Chievo | 0 – 0 referto | Massese | Stadio Marcantonio Bentegodi |

| Arbitro: | Fiori (Ravenna) |

|                           |           |                             |
| Briaschi 35’ Scattini 66’ | Marcatori | Caverzan 7’ (aut.) Gori 47’ |

| Arbitro: | Gronda (Genova) |

|              |           |            |
| Gori 10’ 54’ | Marcatori | Caruso 42’ |

| Casale Monferrato 1º dicembre 1991, ore 14.30 CEST 11ª giornata | Casale | 0 – 0 referto | Chievo | Stadio Natale Palli |

| Verona 8 dicembre 1991, ore 14.30 CEST 12ª giornata | Chievo          | 0 – 0 referto | Vicenza | Stadio Marcantonio Bentegodi (2 000 spett.)\| Arbitro: \| Rausa (Cosenza) \| |
| Arbitro:                                            | Rausa (Cosenza) |               |         |                                                                              |

| Arbitro: | Franceschini (Bari) |

|                          |           |                           |
| Musella 78’ Castelli 87’ | Marcatori | Gori 51’ Carli 60’ (aut.) |

| Arbitro: | Rizzo (Catania) |

|           |           |          |
| Curti 90’ | Marcatori | Seno 88’ |

| Arbitro: | Daneluzzi (Latisana) |

|                                                 |           |                  |
| Labadini 6’ (rig.) Gori 16’ Maran 28’ Curti 41’ | Marcatori | Maran 17’ (aut.) |

| Arbitro: | Piretti (Ravenna) |

|                         |           |           |
| Baioni 21’ Menghini 82’ | Marcatori | Curti 47’ |

| Arbitro: | Treossi (Forlì) |

|             |           |           |
| Moretto 81’ | Marcatori | Saini 51’ |

#### Girone di ritorno
| Arbitro: | Braschi (Prato) |

|                                        |           |  |
| Lo Pinto 15’ (rig.) Porfido 90’ (rig.) | Marcatori |  |

| Arbitro: | Santoruvo (Bari) |

|                        |           |  |
| Gori 67’ Gentilini 84’ | Marcatori |  |

| Arbitro: | Della Pietra (Tolmezzo) |

|                 |           |               |
| Mascheretti 60’ | Marcatori | Tamagnini 39’ |

| Arbitro: | Freddi (Sassari) |

|           |           |              |
| Maran 53’ | Marcatori | Scugugia 41’ |

| Verona 1º marzo 1992, ore 15.00 CEST 22ª giornata                                     | Chievo    | 2 – 2 referto                | Spezia | Stadio Marcantonio Bentegodi |
| \| \| \| \| \| Gentilini 12’ Gori 25’ \| Marcatori \| Seeber 9’ (aut.) Faccini 86’ \| |           |                              |        |                              |
|                                                                                       |           |                              |        |                              |
| Gentilini 12’ Gori 25’                                                                | Marcatori | Seeber 9’ (aut.) Faccini 86’ |        |                              |

| Arbitro: | Contente (Salerno) |

|                                      |           |  |
| Protti 57’ Aguzzoli 86’ Bertoldo 89’ | Marcatori |  |

| Arbitro: | Cosi (Firenze) |

|  |           |            |
|  | Marcatori | Cerone 69’ |

| Massa 23 marzo 1992, ore 15.00 CEST 25ª giornata     | Massese   | 0 – 1 referto      | Chievo | Stadio Degli Oliveti |
| \| \| \| \| \| \| Marcatori \| Mariani 80’ (aut.) \| |           |                    |        |                      |
|                                                      |           |                    |        |                      |
|                                                      | Marcatori | Mariani 80’ (aut.) |        |                      |

| Verona 5 aprile 1992, ore 16.00 CEST 26ª giornata | Chievo               | 0 – 0 | Arezzo | Stadio Marcantonio Bentegodi\| Arbitro: \| Patessio (Pordenone) \| |
| Arbitro:                                          | Patessio (Pordenone) |       |        |                                                                    |

| Lugo di Romagna 12 aprile 1992, ore 16.00 CEST 27ª giornata | Baracca Lugo      | 0 – 0 referto | Chievo | Stadio comunale\| Arbitro: \| Coppola (Firenze) \| |
| Arbitro:                                                    | Coppola (Firenze) |               |        |                                                    |

| Arbitro: | Bertocci (Genova) |

|          |           |  |
| Gori 25’ | Marcatori |  |

| Arbitro: | Siciliano (Brindisi) |

|                  |           |  |
| Lopez 33’ (rig.) | Marcatori |  |

| Arbitro: | Bolognino (Milano) |

|           |           |              |
| Maran 70’ | Marcatori | Gautieri 34’ |

| Como 10 maggio 1992, ore 16.00 CEST 31ª giornata | Como                | 0 – 0 referto | Chievo | Stadio Giuseppe Sinigaglia (4 500 spett.)\| Arbitro: \| Di Filippo (Chieti) \| |
| Arbitro:                                         | Di Filippo (Chieti) |               |        |                                                                                |

| Arbitro: | Bancale (Latina) |

|             |           |  |
| Cinello 47’ | Marcatori |  |

| Arbitro: | Casaluci (Bologna) |

|                        |           |                                     |
| Gori 22’ 27’ Curti 85’ | Marcatori | Mucciarelli 31’ Labadini 55’ (aut.) |

| Arbitro: | Genovese (Avellino) |

|             |           |          |
| Robbiati 3’ | Marcatori | Gori 64’ |